# Andrew Powell
Andrew Powell (* 18. April 1949 in Surrey, England) ist ein britischer Musiker, Produzent, Orchestrator, Dirigent, Arrangeur und Komponist.

## Lebenslauf
Andrew Powell ist ein Kind walisischer Eltern. Er lernte mit vier Jahren Klavier zu spielen und später an der Kings College School in Wimbledon Violine, Bratsche und Perkussion. Danach studierte er in Darmstadt bei Karlheinz Stockhausen und György Ligeti, bevor er am King’s College in Cambridge seinen Abschluss in Musik machte. Dort trat er auch den Bands Intermodulation und Henry Cow bei.

## Karriere
Andrew Powells Karriere begann als Solist bei The Proms. Später arbeitete er mit verschiedenen Orchestern (u. a. dem London Symphony Orchestra und dem London Philharmonic Orchestra) zusammen. Er arrangierte Rockalben für Steve Harley & Cockney Rebel, Cliff Richard, John Miles, Al Stewart, Mick Fleetwood, Chris Rea, Il Divo und vielen anderen. Seit dem ersten Album von The Alan Parsons Project (Tales of Mystery and Imagination), bei dem er als Ko-Komponist, Arrangeur und Dirigent tätig war, war er an fast allen Alben der Band beteiligt. Außerdem veröffentlichte er ein eigenes Album mit Orchesterversionen von The-Alan-Parsons-Project-Stücken. Andrew Powell produzierte außerdem Kate Bushs erste beiden Alben (The Kick Inside und Lionheart) und arbeitete mit Chris de Burgh, Kansas, Elaine Paige, David Pack, Elliott und Tim Rice zusammen. Er schrieb die Soundtracks zu den Filmen Der Tag des Falken, Rocket Gibraltar und anderen.

## Solo-Diskografie
- 1974: Caravan to Vaccares (Soundtrack)
- 1982: Triumphs of a Man Called Horse (nur Orchestrator)
- 1983: Andrew Powell and the Philharmonia Orchestra Play The Best of The Alan Parsons Project
- 1985: Ladyhawke (Soundtrack)
- 1988: Rocket Gibraltar (Soundtrack)
- 1989: Closed Circuit (Kurzfilm)
- 2017: Here We Go Again, Rubinot! (Kurzfilm)